# Carlos Peña (football)
Carlos González Peña est un footballeur espagnol né le 28 juillet 1983. Il évolue au poste de défenseur avec le Getafe CF.

## Palmarès
- Équipe d'Espagne des moins de 19 ans :
  - Vainqueur du Championnat d'Europe de football des moins de 19 ans en 2002